# Fonts baptismaux de Lampaul-Guimiliau

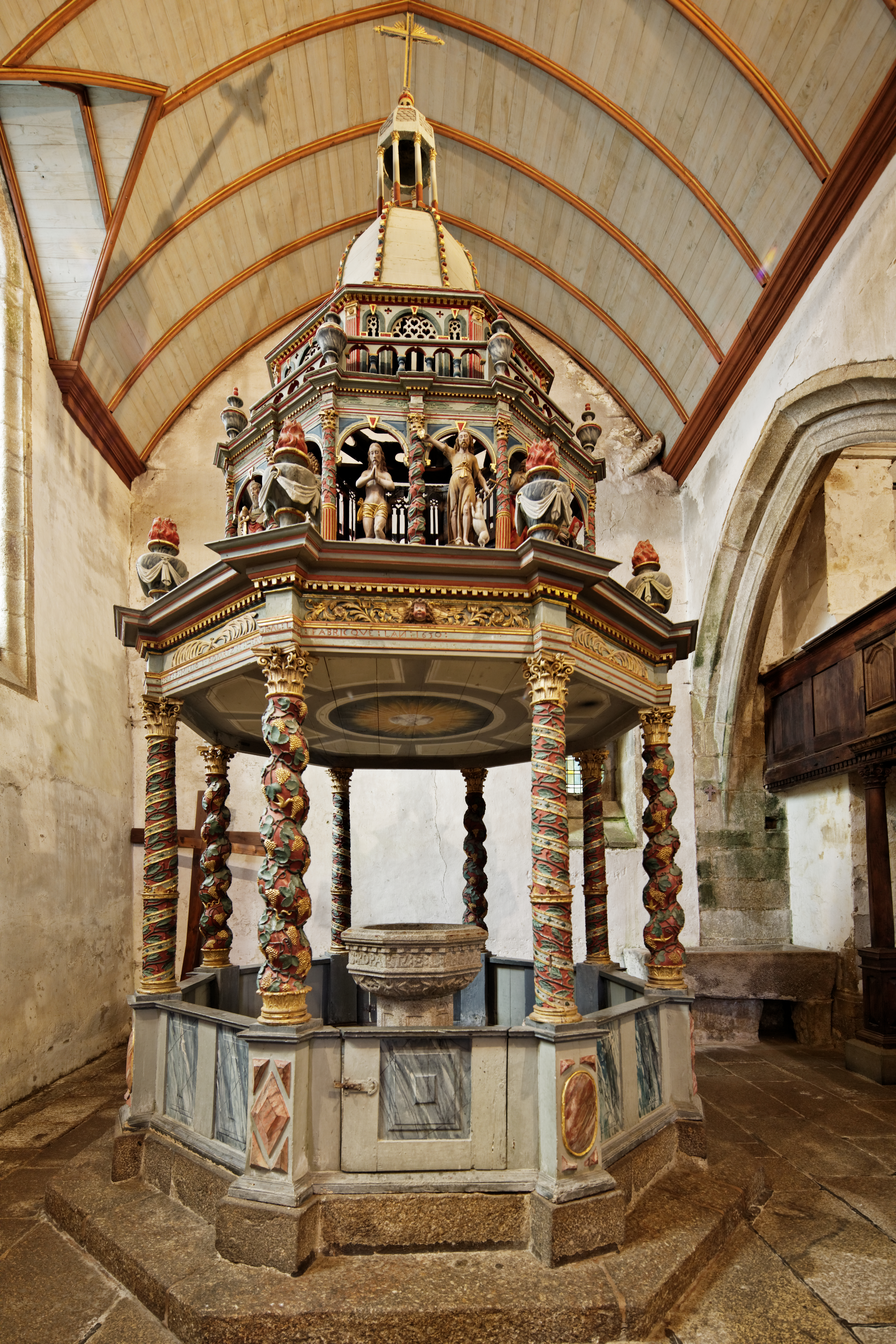
Fonts baptismaux à Lampaul-Guimiliau

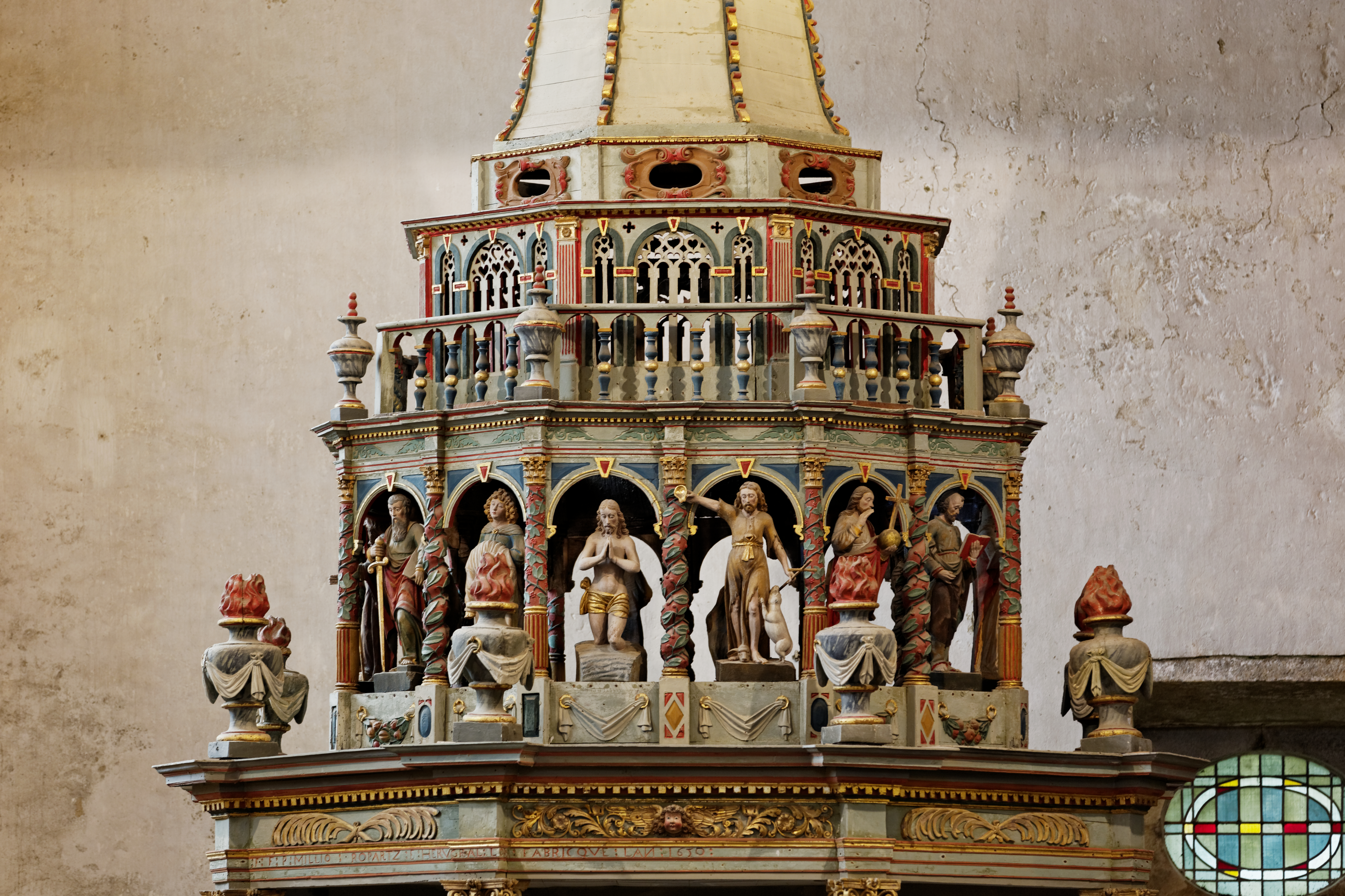
Baldaquin

Les fonts baptismaux de l'église Notre-Dame à Lampaul-Guimiliau, une commune du département du Finistère dans la région Bretagne en France, sont créés en 1650/51. Les fonts baptismaux en pierre avec baldaquin en bois sont depuis 1906 classés monuments historiques au titre d'objet.

## Description
La corniche compte seize statues au drapé mouvementé. Au-dessus, un premier lanternon abrite le Baptême du Christ, et le second, un ange aux ailes déployées. 
Inscription et date sur la cuve : « F F LAVAENS ROPARTZ E L ABGRALL LORS FABRIQVES LAN 1651 ». Inscription et date sur le baldaquin : « F F P MILLIO ROPARTZ E HERVE ABGRALL LORS FABAIQUE LAN 1650 ».

## Statues

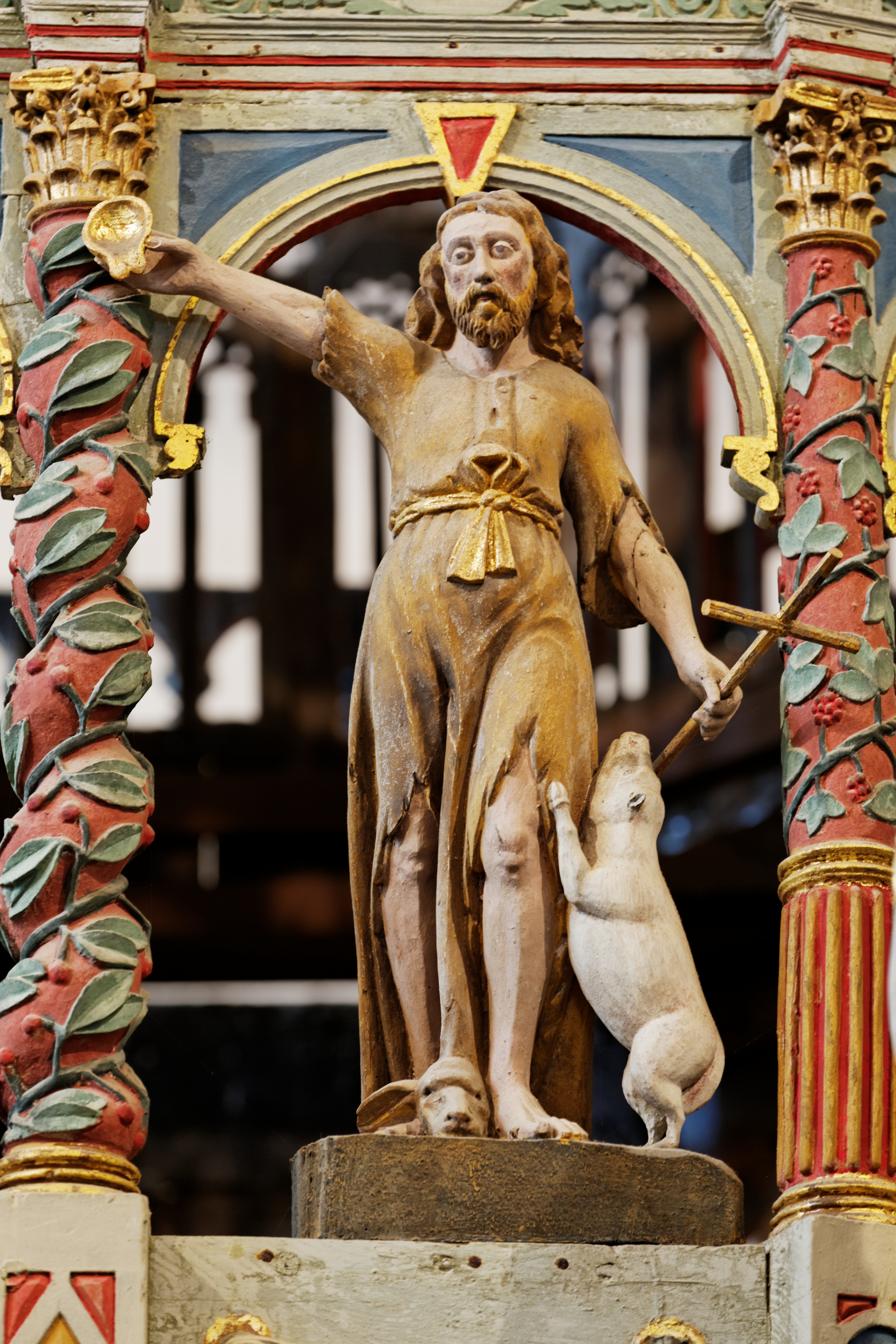
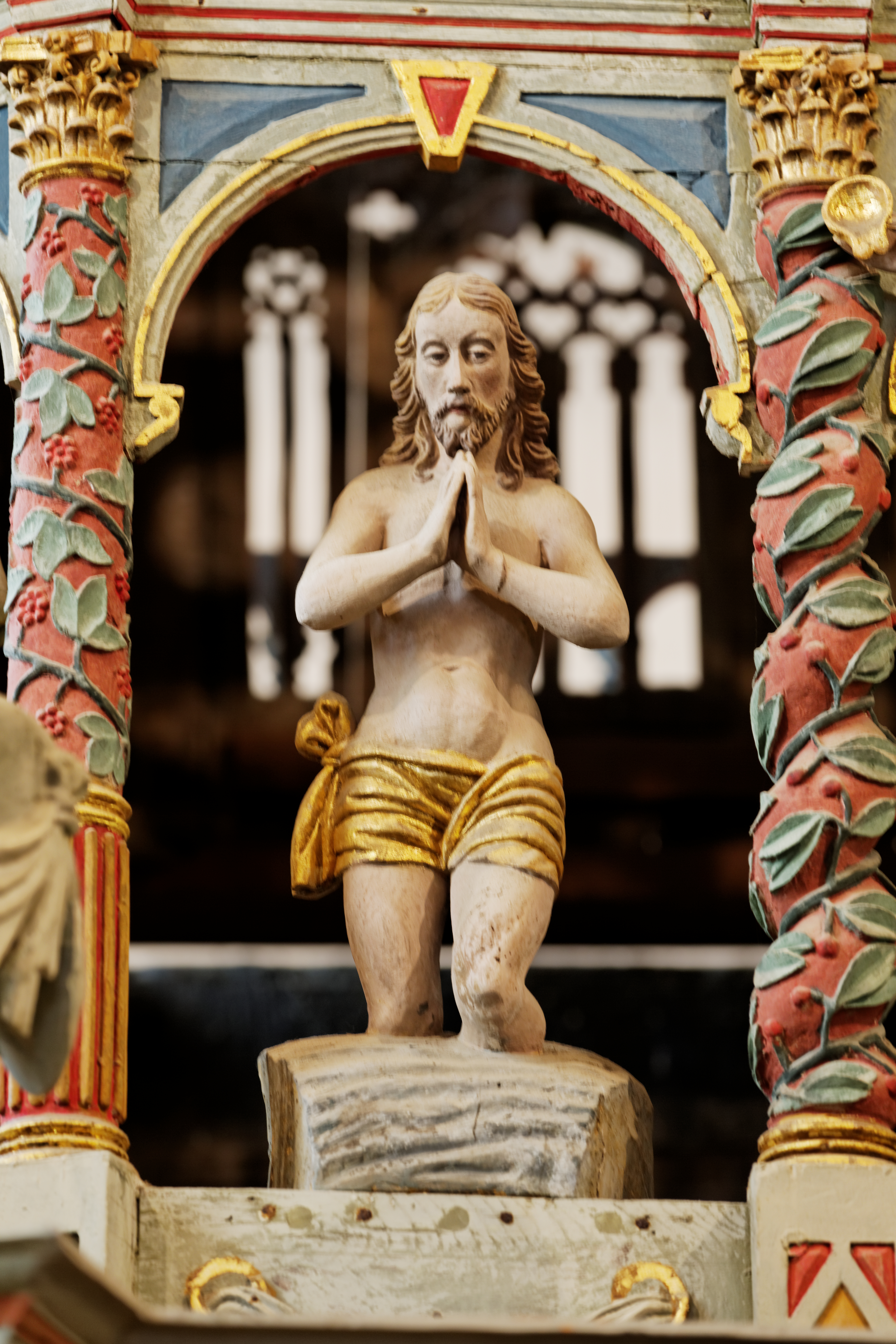
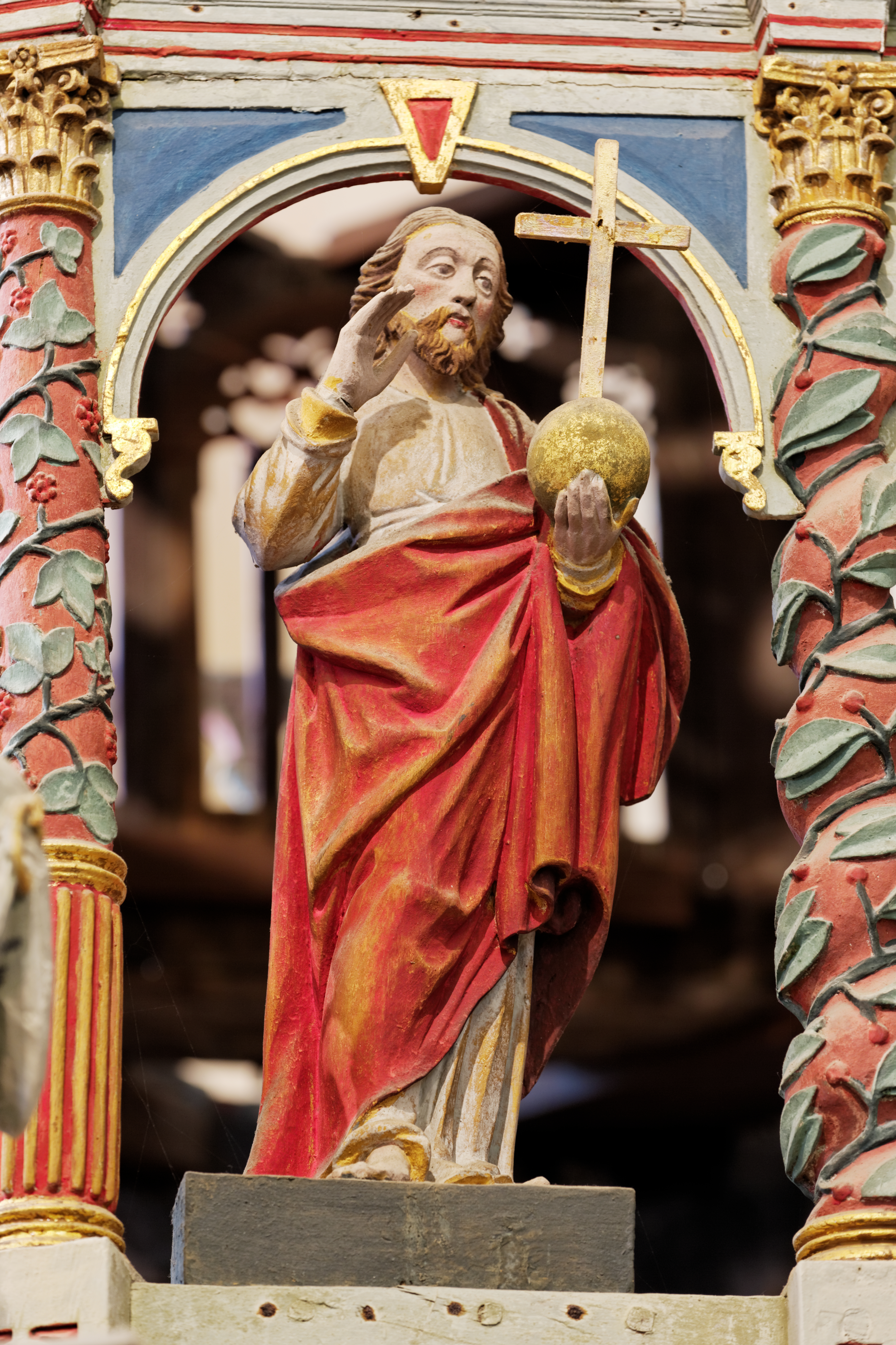
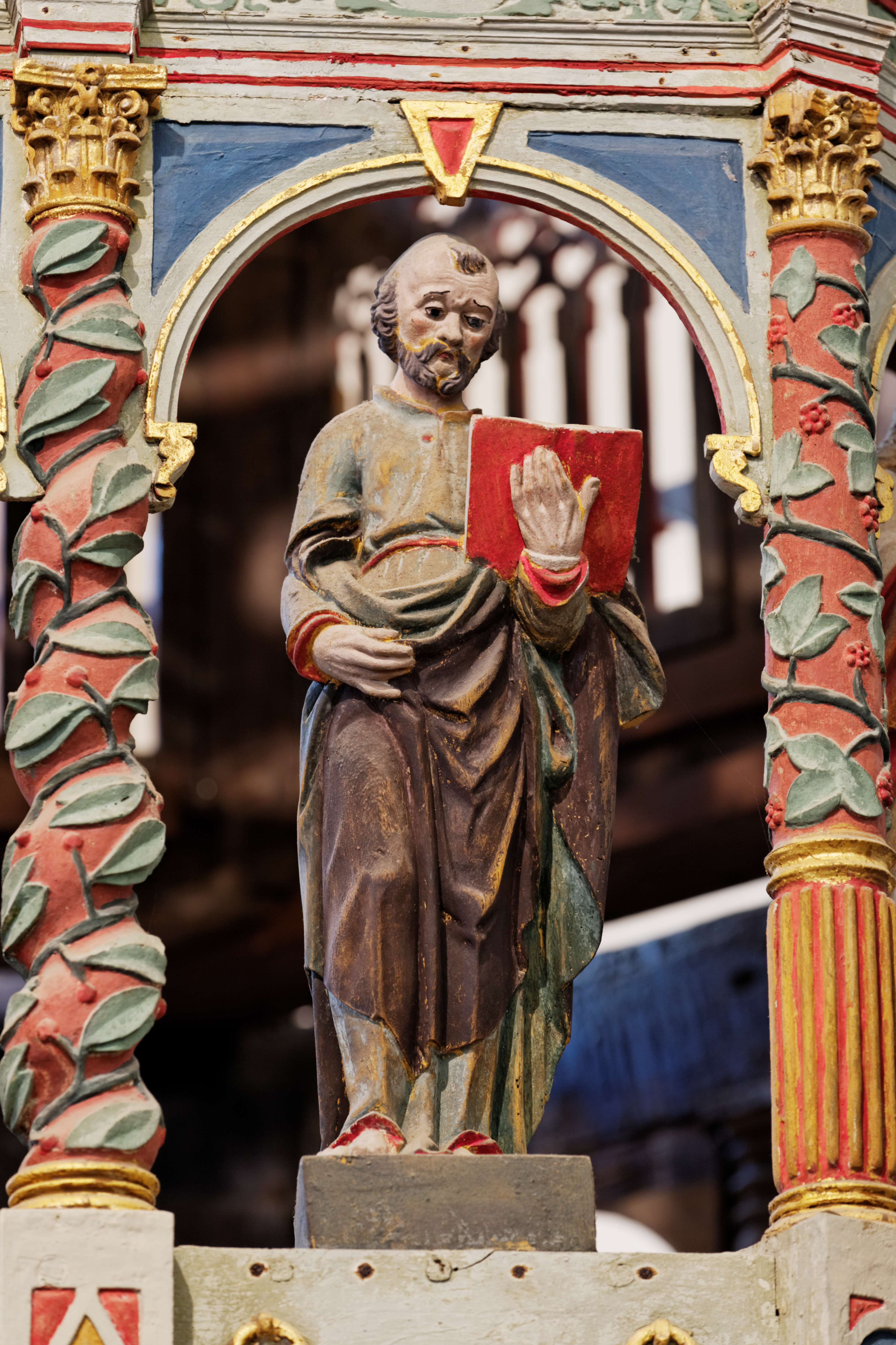